# Svilojevo
Svilojevo (in serbo Свилојево?, in ungherese Szilagyi) è un villaggio della Serbia situato nella municipalità di Apatin, nel distretto del Bačka Occidentale, nella provincia autonoma di Voivodina.

## Popolazione
La popolazione del villaggio è in totale di 1 364 abitanti (censimento del 2002), con la maggiore presenza di Ungheresi.
Evoluzione Demografica
- 1961: 1 785 abitanti
- 1771: 1 667 abitanti
- 1981: 1 490 abitanti
- 1991: 1 278 abitanti
- 2002: 1 364 abitanti